# Bergspinnenjager
De bergspinnenjager (Arachnothera juliae) is een endemische zangvogel uit de familie van de honingzuigers. De soort komt voor in een paar berggebieden op Borneo.

## Kenmerken
De bergspinnenjager is onmiskenbaar. Het is een donker gekleurde vogel van 18 cm lengte, met op de rug en de borst witte strepen, met een donkere, lange snavel en zwarte poten. De stuit is opvallend geel gekleurd evenals de anaalstreek en de onderstaartdekveren.
Het is een vogel van hellingbos en nevelbos die voornamelijk foerageert op de bloesems van bomen en epifytische rododendrons en daarom vaak hoog in de kronen verblijft.

## Voorkomen en leefgebied
De bergspinnenjager komt voor in gebergtebossen boven de 1300 m boven de zeespiegel die liggen op de grens tussen Sabah en Sarawak met Noord-Kalimantan. De bergspinnenjager is te zien in de Nationale Parken Crocker Range en Kinabalu.

## Status
De bergspinnenjager heeft beperkt en versnipperd verspreidingsgebied en daardoor alleen al is er kans op uitsterven. De grootte van de populatie is niet gekwantificeerd. Hoewel de vogel plaatselijk nog algemeen is, bestaat de indruk dat de aantallen achteruit gaan. Echter, het tempo ligt onder de 30% in tien jaar (minder dan 3,5% per jaar). Om deze reden staat deze spinnenjager als niet bedreigd op de Rode Lijst van de IUCN.